# Inca (Gerichtsbezirk)
Der Gerichtsbezirk Inca ist einer der sechs Gerichtsbezirke in der autonomen Gemeinschaft Balearische Inseln.
Der Bezirk umfasst 21 Gemeinden auf einer Fläche von 1.014,83 km² mit dem Hauptquartier in Inca.

## Gemeinden
| Gemeinde             | Einwohner (2024) | Fläche km² | Dichte Einw./km² | Cod INE | Postleitzahl |
| -------------------- | ---------------- | ---------- | ---------------- | ------- | ------------ |
| Alaró                | 6.037            | 45,72      | 132              | 07001   | 07340        |
| Alcúdia              | 21.683           | 60,02      | 361              | 07003   | 07400        |
| Binissalem           | 9.281            | 29,77      | 312              | 07008   | 07350        |
| Búger                | 1.199            | 8,29       | 145              | 07009   | 07311        |
| Campanet             | 2.824            | 34,65      | 82               | 07012   | 07310        |
| Consell              | 4.399            | 13,70      | 321              | 07016   | 07330        |
| Costitx              | 1.516            | 15,37      | 99               | 07017   | 07144        |
| Escorca              | 203              | 139,39     | 1                | 07019   | 07315        |
| Inca                 | 35.654           | 58,34      | 611              | 07027   | 07300        |
| Lloret de Vistalegre | 1.619            | 17,44      | 93               | 07028   | 07518        |
| Lloseta              | 6.456            | 12,10      | 534              | 07029   | 07360        |
| Llubí                | 2.505            | 34,92      | 72               | 07030   | 07430        |
| Mancor de la Vall    | 1.702            | 19,89      | 86               | 07034   | 07312        |
| Maria de la Salut    | 2.397            | 30,52      | 79               | 07035   | 07519        |
| Muro                 | 8.115            | 58,61      | 138              | 07039   | 07440, 07458 |
| Pollença             | 17.594           | 151,65     | 116              | 07042   | 07460        |
| Sa Pobla             | 14.630           | 48,59      | 301              | 07044   | 07420        |
| Sencelles            | 3.900            | 52,86      | 74               | 07047   | 07140        |
| Santa Margalida      | 13.757           | 86,51      | 159              | 07055   | 07450        |
| Selva                | 4.294            | 48,75      | 88               | 07058   | 07313        |
| Sineu                | 4.469            | 47,74      | 94               | 07060   | 07510        |
| Gerichtsbezirk Inca  | 164.234          | 1.014,83   | 162              | –       | –            |